# 长戟橐吾
长戟橐吾（学名：Ligularia longihastata）是菊科橐吾属的植物，为中国的特有植物。分布在中国大陆的云南等地，生长于海拔3,400米至3,800米的地区，一般生于草坡，目前尚未由人工引种栽培。